# 山内優
山内“masshoi”優（やまうち "マッショイ" ゆう、1982年10月26日 - 2019年12月4日）は、日本のドラマー。福島県会津若松市(会津若松市統合前の北会津町)出身。本名は山内優。

## 来歴
個人活動では事務所に所属しないフリーのドラマーとして、主にライブサポート、スタジオミュージシャンとして活動していた。『Animelo Summer Live』では、アニサマバンドのドラマーとして2014年から2019年まで毎年参加していた。
ライブサポートでは主にangela、オーイシマサヨシ、奥井雅美、OxT、澤野弘之、島津亜矢、春奈るな、東山奈央、中川翔子、LiSAらに参加した。ほか、荻野目洋子など。
レコーディングではangela、いきものがかり、Wake Up, Girls!、内田真礼、Aimer、オーイシマサヨシ、大橋彩香、岡崎体育、奥井雅美、℃-ute、澤野弘之、SMAP、Sexy Zone、DIALOGUE+、田所あずさ、茅原実里、Do As Infinity、どうぶつビスケッツ×PPP、西川貴教、沼倉愛美、日笠陽子、MYTH & ROID、水樹奈々、水瀬いのり、miwa、May'n、モーニング娘。、ももいろクローバーZ、LiSA、Roseliaらに参加した。
2019年12月4日、急性心不全で死去。37歳。

## 参加作品

### アーティスト
| アーティスト     | 発売日         | 楽曲                                       | 収録アルバム                                                                       | 備考                                                                    |
| ---------------- | -------------- | ------------------------------------------ | ---------------------------------------------------------------------------------- | ----------------------------------------------------------------------- |
| 赤と嘘           | 2016年3月2日   | 「衝動〜スタンスミス〜」                   | 『衝動ノスタルジア』                                                               |                                                                         |
| 赤と嘘           | 2016年3月2日   | 「コスモとフィルム」                       | 『衝動ノスタルジア』                                                               |                                                                         |
| 赤と嘘           | 2016年3月2日   | 「ライブハウス〜学のない指揮者〜」         | 『衝動ノスタルジア』                                                               |                                                                         |
| 赤と嘘           | 2016年3月2日   | 「僕らは音痴なビートルズ」                 | 『衝動ノスタルジア』                                                               |                                                                         |
| 赤と嘘           | 2016年10月12日 | 「ありがとう」                             | 『日常マイノリティ』                                                               |                                                                         |
| 赤と嘘           | 2016年10月12日 | 「「1」について。」                        | 『日常マイノリティ』                                                               |                                                                         |
| 赤と嘘           | 2016年10月12日 | 「あの時君になんて言えばよかったんだろう」 | 『日常マイノリティ』                                                               |                                                                         |
| Wake Up, Girls!  | 2017年11月29日 | 「7 Senses」                               | 『Wake Up, Best! 3』                                                               | テレビアニメ『Wake Up, Girls! 新章』主題歌                              |
| Wake Up, Girls!  | 2018年3月28日  | 「Polaris」                                | 『Wake Up, Best! 3』                                                               | テレビアニメ『Wake Up, Girls! 新章』挿入歌                              |
| 内田真礼         | 2014年10月22日 | 「ギミー!レボリューション」                | 『PENKI』                                                                          | テレビアニメ『俺、ツインテールになります。』主題歌                      |
| 内田真礼         | 2018年4月25日  | 「take you take me BANDWAGON」             | 『Magic Hour』                                                                     |                                                                         |
| 浦島坂田船       | 2019年6月26日  | 「ARK」                                    | 『$HUFFLE』                                                                        |                                                                         |
| Aimer            | 2013年3月20日  | 「RE:I AM」                                | 『Midnight Sun』                                                                   | OVA『機動戦士ガンダムUC』episode 6「宇宙と地球と」主題歌                |
| Aimer            | 2014年5月21日  | 「StarRingChild」                          | 『Midnight Sun』                                                                   | OVA『機動戦士ガンダムUC』episode 7「虹の彼方に」主題歌                  |
| Aimer            | 2016年5月11日  | 「ninelie」                                | 『daydream』                                                                       | テレビアニメ『甲鉄城のカバネリ』エンディングテーマ                      |
| Aimer            | 2016年5月11日  | 「Through My Blood 〈AM〉」                |                                                                                    |                                                                         |
| オーイシマサヨシ | 2014年8月27日  | 「君じゃなきゃダメみたい」                 | 『仮歌』                                                                           | テレビアニメ『月刊少女野崎くん』主題歌                                  |
| オーイシマサヨシ | 2017年7月26日  | 「ようこそジャパリパークへ」               | 『仮歌』                                                                           |                                                                         |
| オーイシマサヨシ | 2017年7月26日  | 「ブラッドタイプ☆ハートビート」            | 『仮歌』                                                                           |                                                                         |
| オーイシマサヨシ | 2017年7月26日  | 「枕男子」                                 | 『仮歌』                                                                           |                                                                         |
| オーイシマサヨシ | 2017年7月26日  | 「ヒーローインポッシボー」                 | 『仮歌』                                                                           |                                                                         |
| オーイシマサヨシ | 2018年5月23日  | 「オトモダチフィルム」                     |                                                                                    | テレビアニメ『多田くんは恋をしない』主題歌                              |
| オーイシマサヨシ | 2018年5月23日  | 「ぜんぶ君のせいだ」                       |                                                                                    |                                                                         |
| オーイシマサヨシ | 2018年7月18日  | 「Hands」                                  | 『エンターテイナー』                                                               | 特撮テレビドラマ『ウルトラマンR/B』主題歌                               |
| オーイシマサヨシ | 2019年6月26日  | 「フィッシュストーリー」                   | 『仮歌II』                                                                         |                                                                         |
| オーイシマサヨシ | 2019年6月26日  | 「春夏秋冬☆Blooming!」                     | 『仮歌II』                                                                         |                                                                         |
| オーイシマサヨシ | 2019年6月26日  | 「ゴクドルミュージック」                   | 『仮歌II』                                                                         |                                                                         |
| オーイシマサヨシ | 2019年6月26日  | 「スーパーヒーロー」                       | 『仮歌II』                                                                         |                                                                         |
| オーイシマサヨシ | 2019年6月26日  | 「ベイビーミュージックライダー」           | 『仮歌II』                                                                         |                                                                         |
| オーイシマサヨシ | 2019年6月26日  | 「乗ってけ！ジャパリビート」               | 『仮歌II』                                                                         |                                                                         |
| オーイシマサヨシ | 2019年6月26日  | 「シンガロン進化論」                       | 『仮歌II』                                                                         |                                                                         |
| オーイシマサヨシ | 2019年6月26日  | 「学園天国」                               | 『仮歌II』                                                                         |                                                                         |
| オーイシマサヨシ | 2019年8月21日  | 「楽園都市」                               | 『エンターテイナー』                                                               | テレビアニメ『コップクラフト』主題歌                                    |
| オーイシマサヨシ | 2019年8月21日  | 「Departure」                              |                                                                                    | Webアニメ『モンスターストライク』挿入歌                                 |
| 大橋彩香         | 2018年4月18日  | 「NOISY LOVE POWER☆」                      |                                                                                    |                                                                         |
| 大橋彩香         | 2014年8月27日  | 「シンガロン進化論」                       | 『PROGRESS』                                                                       |                                                                         |
| 大橋彩香         | 2014年8月27日  | 「バカだなぁ」                             | 『PROGRESS』                                                                       |                                                                         |
| 岡崎体育         | 2017年6月14日  | 「感情のピクセル」                         | 『XXL』                                                                            |                                                                         |
| OxT              | 2015年5月20日  | 「KIMERO!!」                               | 『OxT COMPLETE SONGS “ACE OF DIAMOND”』                                            | テレビアニメ『ダイヤのA -SECOND SEASON-』エンディングテーマ             |
| OxT              | 2015年8月26日  | 「Clattanoia」                             | 『Hello New World』                                                                | テレビアニメ『オーバーロード』主題歌                                    |
| OxT              | 2015年11月11日 | 「BLOOM OF YOUTH」                         | 『OxT COMPLETE SONGS “ACE OF DIAMOND”』                                            | テレビアニメ『ダイヤのA -SECOND SEASON-』エンディングテーマ             |
| OxT              | 2016年2月3日   | 「STRIDER'S HIGH」                         | 『Hello New World』                                                                | テレビアニメ『プリンス・オブ・ストライド オルタナティブ』主題歌         |
| OxT              | 2016年3月2日   | 「5 Soul MATE"S" -OxT ver.-」              | 『OxT COMPLETE SONGS “ACE OF DIAMOND”』                                            |                                                                         |
| OxT              | 2016年3月2日   | 「Grateful Story (new mix)」               | 『OxT COMPLETE SONGS “ACE OF DIAMOND”』                                            |                                                                         |
| OxT              | 2016年3月2日   | 「BRAND NEW BLUE -OxT ver.-」              | 『OxT COMPLETE SONGS “ACE OF DIAMOND”』                                            |                                                                         |
| OxT              | 2018年1月24日  | 「GO CRY GO」                              | 『Hello New World』                                                                | テレビアニメ『オーバーロードII』主題歌                                  |
| OxT              | 2018年8月8日   | 「Silent Solitude」                        |                                                                                    | テレビアニメ『オーバーロードIII』エンディングテーマ                     |
| OxT              | 2018年8月8日   | 「Party Out!!」                            |                                                                                    |                                                                         |
| OxT              | 2018年11月7日  | 「UNION」                                  | 『REUNION』                                                                        | テレビアニメ『SSSS.GRIDMAN』主題歌                                      |
| OxT              | 2019年4月17日  | 「ゴールデンアフタースクール」             | 『REUNION』                                                                        | テレビアニメ『ダイヤのA actII』エンディングテーマ                       |
| OxT              | 2020年2月5日   | 「Everlasting Dream」                      | 『REUNION』                                                                        | テレビアニメ『ダイヤのA actII』エンディングテーマ                       |
| Sano ibuki       | 2019年11月6日  | 「決戦前夜」                               | 『STORY TELLER』                                                                   | アニメ映画『ぼくらの七日間戦争』主題歌                                  |
| DIALOGUE+        | 2019年10月23日 | 「はじめてのかくめい!」                    |                                                                                    | テレビアニメ『超人高校生たちは異世界でも余裕で生き抜くようです!』主題歌 |
| 田所あずさ       | 2016年7月6日   | 「ALERT from THE END」                     | 『It's my CUE.』                                                                   |                                                                         |
| 田所あずさ       | 2017年1月25日  | 「運命ジレンマ」                           | 『So What?』                                                                       | テレビアニメ『TRICKSTER -江戸川乱歩「少年探偵団」より-』主題歌          |
| 茅原実里         | 2013年12月11日 | 「NEO FANTASIA」                           | 『NEO FANTASIA』                                                                   |                                                                         |
| 超特急           | 2019年11月20日 | 「Revival Love」                           |                                                                                    |                                                                         |
| Do As Infinity   | 2017年6月28日  | 「Alive」                                  | 『ALIVE』                                                                          |                                                                         |
| Do As Infinity   | 2017年6月28日  | 「Iron Hornet」                            | 『ALIVE』                                                                          |                                                                         |
| Do As Infinity   | 2017年12月6日  | 「化身の獣」                               | 『ALIVE』                                                                          | テレビアニメ『十二大戦』エンディングテーマ                              |
| Do As Infinity   | 2017年12月6日  | 「Silver Moon」                            | 『ALIVE』                                                                          |                                                                         |
| Do As Infinity   | 2018年2月28日  | 「GET OVER IT」                            | 『ALIVE』                                                                          |                                                                         |
| Do As Infinity   | 2018年2月28日  | 「火の鳥」                                 | 『ALIVE』                                                                          |                                                                         |
| Do As Infinity   | 2018年2月28日  | 「〜 epilogue 〜」                         | 『ALIVE』                                                                          |                                                                         |
| Do As Infinity   | 2019年9月25日  | 「Believe In Your Emotion」                | 『Do As Infinity』                                                                 |                                                                         |
| 東山奈央         | 2017年10月25日 | 「君と僕のシンフォニー」                   | 『Rainbow』                                                                        |                                                                         |
| 東山奈央         | 2017年10月25日 | 「Day by Day」                             | 『Rainbow』                                                                        |                                                                         |
| 東山奈央         | 2017年10月25日 | 「グッバイ・アンブレラ」                   | 『Rainbow』                                                                        |                                                                         |
| 東山奈央         | 2017年10月25日 | 「君の笑顔に恋してる」                     | 『Rainbow』                                                                        |                                                                         |
| 東山奈央         | 2017年10月25日 | 「ガラクタフルワールド」                   | 『Rainbow』                                                                        |                                                                         |
| 東山奈央         | 2019年4月3日   | 「群青インフィニティ」                     | 『群青インフィニティ』                                                             |                                                                         |
| 東山奈央         | 2019年4月3日   | 「灯火のまにまに」                         | 『群青インフィニティ』                                                             | テレビアニメ『かくりよの宿飯』主題歌                                    |
| 東山奈央         | 2019年4月3日   | 「未来YELL!」                              | 『群青インフィニティ』                                                             |                                                                         |
| 東山奈央         | 2019年4月3日   | 「はじまりの空」                           | 『群青インフィニティ』                                                             |                                                                         |
| ナノ             | 2019年2月6日   | 「KEMURIKUSA」                             | 『I』                                                                              | テレビアニメ『ケムリクサ』主題歌                                        |
| 西川貴教+ASCA    | 2020年5月27日  | 「天秤-Libra-」                            |                                                                                    | テレビアニメ『白猫プロジェクト』主題歌                                  |
| 沼倉愛美         | 2017年6月14日  | 「Smiling & Smiling」                      | 『My LIVE』                                                                        |                                                                         |
| 沼倉愛美         | 2018年6月6日   | 「彩 -color-」                             | 『アイ』                                                                           | テレビアニメ『かくりよの宿飯』エンディングテーマ                        |
| 沼倉愛美         | 2018年6月6日   | 「Checkmate」                              | 『みんなで！』                                                                     |                                                                         |
| 沼倉愛美         | 2018年10月31日 | 「Desires」                                | 『アイ』                                                                           | テレビアニメ『CONCEPTION』エンディングテーマ                            |
| 沼倉愛美         | 2018年10月31日 | 「I Love You」                             | 『アイ』                                                                           | テレビアニメ『CONCEPTION』挿入歌                                        |
| 沼倉愛美         | 2019年2月20日  | 「Benvenuti」                              | 『アイ』                                                                           |                                                                         |
| 沼倉愛美         | 2019年2月20日  | 「SWAY」                                   | 『アイ』                                                                           |                                                                         |
| 沼倉愛美         | 2019年2月20日  | 「アイ」                                   | 『アイ』                                                                           |                                                                         |
| 日笠陽子         | 2013年5月8日   | 「Starting line」                          |                                                                                    |                                                                         |
| 日笠陽子         | 2013年6月5日   | 「イノセント」                             |                                                                                    |                                                                         |
| 日笠陽子         | 2013年7月17日  | 「Glamorous days」                         | 『Glamorous Songs』                                                                |                                                                         |
| 日笠陽子         | 2013年11月13日 | 「Seek Diamonds」                          | 『Couleur』                                                                        | テレビアニメ『ダイヤのA』エンディングテーマ                             |
| 日笠陽子         | 2014年9月3日   | 「憂冥」                                   | 『Couleur』                                                                        |                                                                         |
| MYTH & ROID      | 2015年8月26日  | 「L.L.L.」                                 |                                                                                    | テレビアニメ『オーバーロード』エンディングテーマ                        |
| MYTH & ROID      | 2016年2月24日  | 「ANGER/ANGER」                            |                                                                                    | テレビアニメ『ブブキ・ブランキ』エンディングテーマ                      |
| MYTH & ROID      | 2018年2月7日   | 「HYDRA」                                  |                                                                                    | テレビアニメ『オーバーロードII』エンディングテーマ                      |
| MYTH & ROID      | 2019年10月23日 | 「TIT FOR TAT」                            |                                                                                    | テレビアニメ『慎重勇者〜この勇者が俺TUEEEくせに慎重すぎる〜』主題歌     |
| 水瀬いのり       | 2016年11月9日  | 「夏の約束」                               |                                                                                    |                                                                         |
| 水瀬いのり       | 2017年11月29日 | 「Ready Steady Go!」                       | 『BLUE COMPASS』                                                                   |                                                                         |
| 水瀬いのり       | 2019年4月10日  | 「brave climber」                          | 『Catch the Rainbow!』                                                             |                                                                         |
| 水瀬いのり       | 2020年2月5日   | 「Well Wishing Word」                      |                                                                                    |                                                                         |
| miwa             | 2019年8月14日  | 「リブート」                               |                                                                                    | テレビドラマ『凪のお暇』主題歌                                          |
| miwa             | 2019年12月25日 | 「Storyteller」                            |                                                                                    | テレビ朝日「お願い!ランキング 」1月度エンディングテーマ                 |
| May'n            | 2016年8月24日  | 「Belief」                                 | 『PEACE of SMILE』                                                                 | テレビアニメ『タブー・タトゥー』主題歌                                  |
| May'n            | 2019年7月31日  | 「サマー・スライダー」                     | 『YELL!!』                                                                         |                                                                         |
| LiSA             | 2011年4月20日  | 「Believe in myself」                      | 『Letters to U』                                                                   |                                                                         |
| LiSA             | 2012年8月8日   | 「変わらない青」                           |                                                                                    |                                                                         |
| LiSA             | 2015年3月4日   | 「rapid life シンドローム」                | 『Launcher』                                                                       |                                                                         |
| LiSA             | 2015年3月4日   | 「蜜」                                     | 『Launcher』                                                                       |                                                                         |
| LiSA             | 2015年3月4日   | 「アコガレ望遠鏡」                         | 『Launcher』                                                                       |                                                                         |
| LiSA             | 2015年3月4日   | 「FRAGILE VAMPIRE」                        | 『Launcher』                                                                       |                                                                         |
| LiSA             | 2015年3月4日   | 「Bad Sweet Trap」                         | 『Launcher』                                                                       |                                                                         |
| LiSA             | 2015年3月4日   | 「エレクトリリカル」                       | 『Launcher』                                                                       |                                                                         |
| LiSA             | 2015年5月27日  | 「Rally Go Round」                         | 『LiTTLE DEViL PARADE』                                                            | テレビアニメ『ニセコイ:』主題歌                                         |
| LiSA             | 2015年5月27日  | 「オレンジサイダー」                       |                                                                                    |                                                                         |
| LiSA             | 2015年5月27日  | 「Wake up! Sloth」                         |                                                                                    |                                                                         |
| LiSA             | 2015年9月30日  | 「虚無」                                   |                                                                                    |                                                                         |
| LiSA             | 2016年4月20日  | 「Hi FiVE!」                               | 『LUCKY Hi FiVE!』                                                                 |                                                                         |
| LiSA             | 2016年4月20日  | 「Psychedelic Drive」                      | 『LUCKY Hi FiVE!』                                                                 |                                                                         |
| LiSA             | 2016年4月20日  | 「She」                                    | 『LUCKY Hi FiVE!』                                                                 |                                                                         |
| LiSA             | 2016年4月20日  | 「終わらない冒険」                         | 『LUCKY Hi FiVE!』                                                                 |                                                                         |
| LiSA             | 2016年8月24日  | 「Brave Freak Out」                        | 『LiTTLE DEViL PARADE』                                                            | テレビアニメ『クオリディア・コード』主題歌                              |
| LiSA             | 2017年5月24日  | 「Blue Moon」                              | 『LiTTLE DEViL PARADE』                                                            |                                                                         |
| LiSA             | 2017年11月29日 | 「ONLY≠LONELY」                            |                                                                                    |                                                                         |
| LiSA             | 2018年1月9日   | 「Thrill, Risk, Heartless」                | 『LiSA BEST -Way-』                                                                |                                                                         |
| LiSA             | 2019年7月24日  | 「オリオンをなぞる」                       | 『Thank you, ROCK BANDS! 〜UNISON SQUARE GARDEN 15th Anniversary Tribute Album〜』 |                                                                         |
| LiSA             | 2019年10月14日 | 「赤い罠(who loves it?)」                  | 『LEO-NiNE』                                                                       | TBS系テレビ『COUNT DOWN TV』2018年12月 - 2019年1月度オープニングテーマ  |
| LiSA             | 2019年10月14日 | 「ADAMAS」                                 | 『LEO-NiNE』                                                                       | テレビアニメ『ソードアート・オンライン アリシゼーション』主題歌         |

### キャラクターソング
| タイトル                           | 発売日         | 商品名                                                          | 楽曲                            | 備考                                                                                          |
| ---------------------------------- | -------------- | --------------------------------------------------------------- | ------------------------------- | --------------------------------------------------------------------------------------------- |
| 『異世界かるてっと』関連曲         | 2020年2月5日   | 異世界ショータイム/ポンコツ！異世界シアター                     | 「異世界ショータイム」          | テレビアニメ『異世界かるてっと2』主題歌                                                       |
| 『異種族レビュアーズ』関連曲       | 2020年1月22日  | イこうぜ☆パラダイス/ハナビラ音頭                                | 「イこうぜ☆パラダイス」         | テレビアニメ『異種族レビュアーズ』主題歌                                                      |
| 『A3!』関連曲                      | 2017年5月24日  | First SPRING EP                                                 | 「赤い髪のチェリーブロッサム」  |                                                                                               |
| 『A3!』関連曲                      | 2017年5月24日  | First SPRING EP                                                 | 「SICK SICK SICK」              |                                                                                               |
| 『A3!』関連曲                      | 2017年5月24日  | First SUMMER EP                                                 | 「夏のジレンマ」                |                                                                                               |
| 『A3!』関連曲                      | 2017年10月4日  | Blooming SPRING EP                                              | 「ダンデライオンのあくび」      |                                                                                               |
| 『A3!』関連曲                      | 2018年3月7日   | 春夏秋冬☆Blooming!                                              | 「春夏秋冬☆Blooming」           |                                                                                               |
| 『A3!』関連曲                      | 2018年10月3日  | VIVID SPRING EP                                                 | 「春ですね。」                  |                                                                                               |
| 『A3!』関連曲                      | 2018年10月3日  | VIVID SPRING EP                                                 | 「嘘つきは魔法のはじまり」      |                                                                                               |
| 『A3!』関連曲                      | 2018年10月3日  | VIVID SPRING EP                                                 | 「ペテン師の憂鬱」              |                                                                                               |
| 『A3!』関連曲                      | 2018年10月3日  | VIVID SUMMER EP                                                 | 「渾沌オーライ」                |                                                                                               |
| 『A3!』関連曲                      | 2018年11月21日 | 「MANKAI STAGE『A3!』〜SPRING & SUMMER 2018〜」MUSIC Collection | 「The Show Must Go On!」        | 舞台『MANKAI STAGE『A3!』〜SPRING & SUMMER 2018〜』メインテーマ                               |
| 『A3!』関連曲                      | 2019年6月26日  | BRIGHT SPRING EP                                                | 「Ever☆Blooming! 〜春組Ver.〜」 |                                                                                               |
| 『A3!』関連曲                      | 2019年6月26日  | BRIGHT SUMMER EP                                                | 「Ever☆Blooming! 〜夏組Ver.〜」 |                                                                                               |
| 『A3!』関連曲                      | 2019年7月24日  | BRIGHT AUTUMN EP                                                | 「Muddy Hero」                  |                                                                                               |
| 『A3!』関連曲                      | 2019年7月24日  | BRIGHT AUTUMN EP                                                | 「Ever☆Blooming! 〜秋組Ver.〜」 |                                                                                               |
| 『A3!』関連曲                      | 2019年7月24日  | BRIGHT WINTER EP                                                | 「Ever☆Blooming! 〜冬組Ver.〜」 |                                                                                               |
| 『A3!』関連曲                      | 2020年2月5日   | Act! Addict! Actors!                                            | 「Act! Addict! Actors!」        | テレビアニメ『A3! SEASON SPRING & SUMMER』主題歌                                              |
| 『A3!』関連曲                      | 2020年5月20日  | Home/オレンジ・ハート                                           | 「Home」                        | テレビアニメ『A3! SEASON SPRING & SUMMER』エンディングテーマ                                  |
| 『けものフレンズ』関連曲           | 2017年2月8日   | ようこそジャパリパークへ                                        | 「ようこそジャパリパークへ」    | テレビアニメ『けものフレンズ』主題歌                                                          |
| 『けものフレンズ』関連曲           | 2017年12月13日 | フレ!フレ!ベストフレンズ                                        | 「フレ!フレ!ベストフレンズ」    | アプリゲーム「けものフレンズぱびりおん」主題歌                                                |
| 『けものフレンズ』関連曲           | 2019年2月13日  | 乗ってけ！ジャパリビート                                        | 「乗ってけ！ジャパリビート」    | テレビアニメ『けものフレンズ2』主題歌                                                         |
| 『けものフレンズ』関連曲           | 2019年10月4日  | け・も・の・だ・も・の                                          | 「け・も・の・だ・も・の」      | アプリゲーム「けものフレンズ3」・アーケードゲーム「けものフレンズ3 プラネットツアーズ」主題歌 |
| 『刀使ノ巫女』関連曲               | 2018年1月24日  | Save you Save me                                                | 「Save you Save me」            | テレビアニメ『刀使ノ巫女』主題歌                                                              |
| 『となりの吸血鬼さん』関連曲       | 2018年10月31日 | †吸tie Ladies†/HAPPY!!ストレンジフレンズ                        | 「†吸tie Ladies†」              | テレビアニメ『となりの吸血鬼さん』主題歌                                                      |
| 『BanG Dream!』関連曲              | 2018年3月21日  | Opera of the wasteland                                          | 「Opera of the wasteland」      |                                                                                               |
| 『BanG Dream!』関連曲              | 2018年5月2日   | Anfang                                                          | 「Legendary」                   | テレビアニメ『カードファイト!!ヴァンガード』イメージ1 - イメージ26主題歌                      |
| 『BanG Dream!』関連曲              | 2019年2月20日  | Safe and Sound                                                  | 「Safe and Sound」              | テレビアニメ『BanG Dream! 2nd Season』エンディングテーマ                                      |
| 『BanG Dream!』関連曲              | 2019年2月20日  | Safe and Sound                                                  | 「PASSIONATE ANTHEM」           |                                                                                               |
| 『BanG Dream!』関連曲              | 2019年7月24日  | FIRE BIRD                                                       | 「FIRE BIRD」                   | テレビアニメ『BanG Dream! 2nd Season』挿入歌                                                  |
| 『BanG Dream!』関連曲              | 2019年7月24日  | FIRE BIRD                                                       | 「Ringing Bloom」               |                                                                                               |
| 『BanG Dream!』関連曲              | 2020年1月15日  | 約束                                                            | 「約束」                        |                                                                                               |
| 『BanG Dream!』関連曲              | 2020年1月15日  | 約束                                                            | 「“UNIONS” Road」               |                                                                                               |
| 『BanG Dream!』関連曲              | 2020年7月15日  | Wahl                                                            | 「Avant-garde HISTORY」         |                                                                                               |
| 『ぼくたちは勉強ができない』関連曲 | 2019年10月30日 | Can now, Can now                                                | 「Can now, Can now」            | テレビアニメ『ぼくたちは勉強ができない』第2期主題歌                                           |
| 『臨死!!江古田ちゃん』関連曲       | 2019年4月17日  | TVアニメ「臨死!!江古田ちゃん」エンディングテーマ曲・第10話      | 「沼」                          | テレビアニメ『臨死!!江古田ちゃん』主題歌                                                      |